# アサガミ
アサガミ株式会社（ASAGAMI CORPORATION.）は、東京都千代田区に本社を置く物流業者。東京証券取引所スタンダード市場上場。

## 概要
1918年に合資会社浅上商店として創業。1948年11月に東京急行電鉄（現：東急）の出資を受け、双栄運輸株式会社として設立。倉庫の運営、港湾荷役や海運関連のフォワーディング、陸運事業、エア・フレイト・フォワーダーを主力事業としており、子会社にアサガミプレスセンターとマイプリントの印刷関連企業を持つ。また、JFEスチールとは長年の取引関係にある。
2021年には、第97回東京箱根間往復大学駅伝競走の國學院大學のユニホームスポンサーとなった他、2022年9月には、広島県坂町にある平成ケ浜中央公園のネーミングライツを取得し、「アサガミベイサイドパーク」と命名した。

## 沿革
- 1918年 - 合資会社浅上商店として創業。
- 1948年11月 - 東京急行電鉄（現：東急）の出資を受け、双栄運輸株式会社として設立。
- 1950年3月 - 浅上商店の商号を浅上倉庫株式会社へ変更。
- 1951年1月 - 双栄運輸の商号を東京航運株式会社へ変更。
- 1953年3月 - 東京航運が川崎製鉄（現：JFEスチール）の特命業者となる。
- 1954年12月 - 東京航運が浅上倉庫を吸収合併。同時に商号を浅上航運倉庫株式会社へ変更。
- 1959年12月 - 旭硝子（現：AGC）の特命業者となる。
- 1961年10月 - 東京証券取引所2部上場。
- 1979年6月 - 東京急行電鉄が保有していた全株式を子会社である大崎建運株式会社（後のオーテック株式会社）へ譲渡。東急グループとの資本関係がなくなる。
- 1989年4月 - アサガミ株式会社へ商号変更。
- 1995年1月 - 株式会社エアロ航空を子会社化。
- 1999年12月 - オーテックを吸収合併。
- 2001年10月 - 株式会社トクマプレスセンターを子会社化。同年12月にトクマプレスセンターの商号をアサガミプレスセンター株式会社へ変更。
- 2007年9月 - 株式会社マイプリントを子会社化。

## 子会社
- 浅上重機作業株式会社
- アサガミ・キャリア・クリエイト株式会社
- 株式会社エアロ航空
- 港運輸工業株式会社
- ホワイト・トランスポート株式会社
- アサガミプレスセンター株式会社
- アサガミプレスいばらき株式会社
- マイプリント株式会社
- アサガミ物流株式会社